# WTA Challenger de Hong Kong
O WTA Challenger de Hong Kong – ou Prudential Hong Kong Tennis 125, atualmente – é um torneio de tênis profissional feminino, de nível WTA 125.
Realizado em Hong Kong, estreou em 2024. Os jogos são disputados em quadras duras durante o mês de outubro.

## Finais

### Simples
| Ano  | Campeã           | Vice-campeã  | Resultado     |
| ---- | ---------------- | ------------ | ------------- |
| 2024 | Ajla Tomljanović | Clara Tauson | 4–6, 6–4, 6–4 |

### Duplas
| Ano  | Campeãs                              | Vice-campeãs               | Resultado        |
| ---- | ------------------------------------ | -------------------------- | ---------------- |
| 2024 | Monica Niculescu Elena-Gabriela Ruse | Nao Hibino Makoto Ninomiya | 6–3, 5–7, [10–5] |